# White Wind
White Wind (с англ. — «Белый Ветер») — девятый мини-альбом южнокорейской гёрл-группы MAMAMOO. Он был выпущен 14 марта 2019 года лейблом RBW Entertainment, и был распространён компанией Loen Entertainment. Он содержит семь треков, в том числе ведущий сингл «Gogobebe». Альбом является четвёртым и последним альбомом из серии 4 Seasons, 4 Colors.

## Предпосылки и релиз
4 января 2018 года Mamamoo выпустили цифровой сингл «Paint Me» и представили проект 4 Seasons, 4 Colors. Группа планировала выпустить четыре мини-альбома в течение следующего года, причем каждый альбом был представителем сезона и участниц Mamamoo. Участник в фокусе будет показан в сольном треке на соответствующих альбомах, а также иметь личный цвет, назначенный для представления. Первая часть проекта, Yellow Flower, была выпущена 8 марта 2018 года, а затем Red Moon 16 июня и Blue;s 29 ноября.
28 февраля 2019 года альбом и его название были объявлены через официальный аккаунт MAMAMOO в Twitter, а также запланированный рекламный ролик. Альбом фокусируется на участницы Хвиин, которая выбрала белый цвет в качестве своего цвета, представленный сезоном зима. 14 марта альбом был выпущен для различных физических и цифровых ритейлеров, а также потоковых платформ. Ведущий сингл «Gogobebe» и соответствующее музыкальное видео были выпущены в тот же день. Музыкальное видео для сольного трека Хвиин было выпущено 25 мая.

## Трек-лист
| №                   | Название              | Текст песни                       | Музыка                   | Arrangement                         | Длительность |
| ------------------- | --------------------- | --------------------------------- | ------------------------ | ----------------------------------- | ------------ |
| 1.                  | «Where R You»         | Cosmic Sound Cosmic Girl Moonbyul | Cosmic Sound Cosmic Girl | Cosmic Sound Cosmic Girl            | 3:08         |
| 2.                  | «Gogobebe» (고고베베) | Kim Do-hoon Solar Moonbyul        | Kim Gun-mo Kim Do-hoon   | Kim Do-hoon                         | 3:15         |
| 3.                  | «Waggy» (쟤가 걔야)   | Kim Do-hoon Moonbyul              | Kim Do-hoon              | Kim Do-hoon                         | 3:12         |
| 4.                  | «25» (Wheein solo)    | Park Woo-sang Wheein              | Park Woo-sang            | Park Woo-sang                       | 3:22         |
| 5.                  | «Bad Bye»             | B.O. Moonbyul                     | Jeon Da-un B.O.          | Jeon Da-un Jeong Da-lim Jang Dae-il | 4:33         |
| 6.                  | «My Star»             | Cosmic Sound Cosmic Girl Moonbyul | Cosmic Sound Cosmic Girl | Cosmic Sound Cosmic Girl            | 3:11         |
| 7.                  | «4season» (Outro)     | Park Woo-sang                     | Park Woo-sang            | Park Woo-sang                       | 1:22         |
| Общая длительность: | Общая длительность:   | Общая длительность:               | Общая длительность:      | Общая длительность:                 | 22:09        |

## Чарты
| Чарты (2019)                  | Пиковые позиции |
| ----------------------------- | --------------- |
| French Download Albums (SNEP) | 101             |
| South Korean Albums (Gaon)    | 1               |
| US World Albums (Billboard)   | 5               |

| Чарты (2019)               | Пиковые позиции |
| -------------------------- | --------------- |
| South Korean Albums (Gaon) | 6               |

| Чарты (2019)                            | Пиковые позиции |
| --------------------------------------- | --------------- |
| New Zealand (Recorded Music NZ)         | 34              |
| Singapore (RIAS)                        | 25              |
| South Korea (Gaon)                      | 5               |
| South Korea (Kpop Hot 100)              | 2               |
| US World Digital Song Sales (Billboard) | 2               |

## Награды и номинации

### Музыкальные программы
| Песня      | Программа              | Дата           |
| ---------- | ---------------------- | -------------- |
| «Gogobebe» | Show Champion (MBC)    | 27 марта, 2019 |
| «Gogobebe» | M Countdown (Mnet)     | 21 марта, 2019 |
| «Gogobebe» | M Countdown (Mnet)     | 28 марта, 2019 |
| «Gogobebe» | Music Bank (KBS)       | 29 марта, 2019 |
| «Gogobebe» | Inkigayo (SBS)         | 31 марта, 2019 |
| «Gogobebe» | Show! Music Core (MBC) | 30 марта, 2019 |
| «Gogobebe» | The Show (SBS MTV)     | 19 марта, 2019 |